# Wilma Arizapana

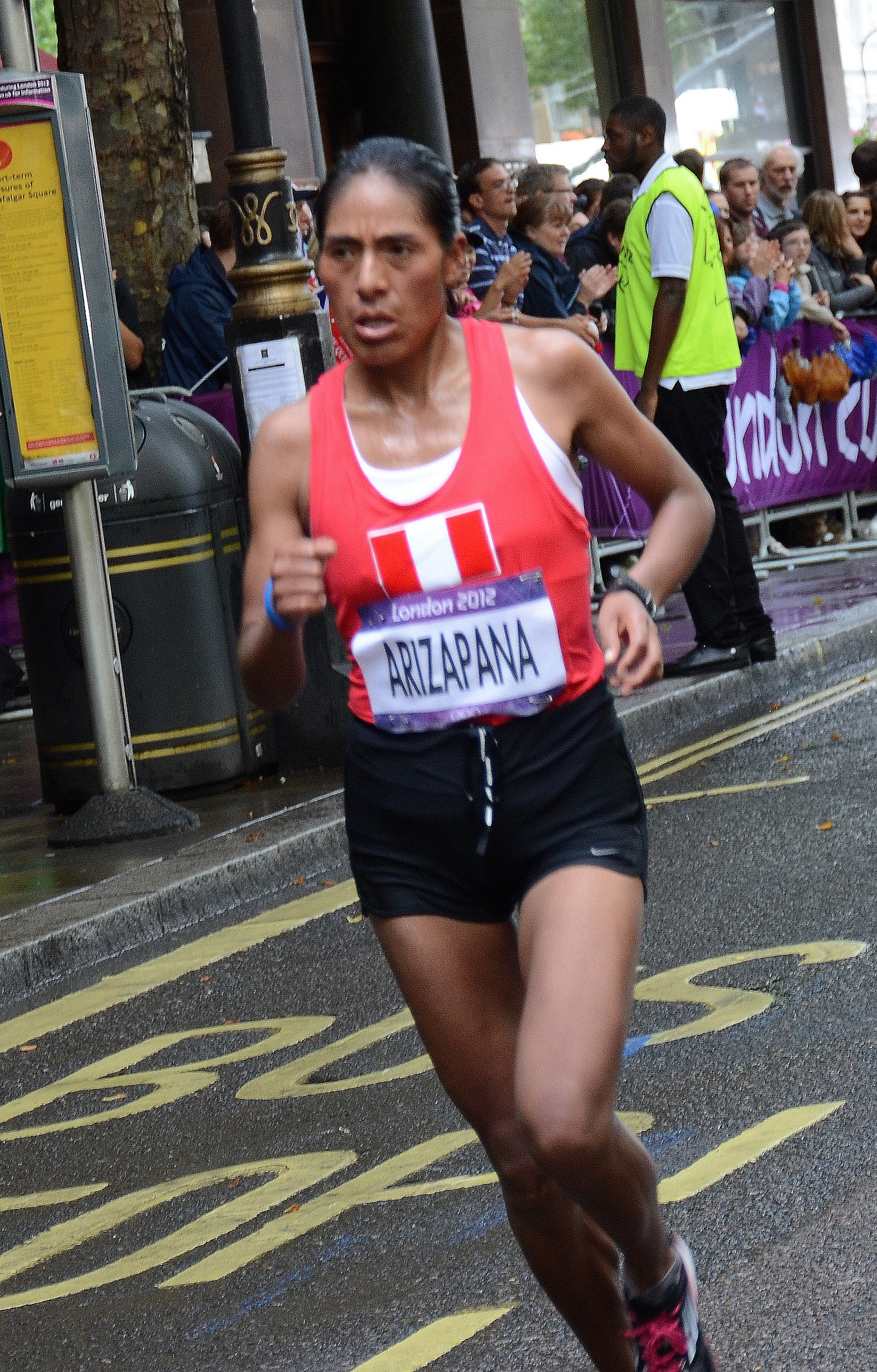
Wilma Arizapana

Wilma Arizapana (* 1. Oktober 1982 in Puno, Peru) ist eine peruanische Langstreckenläuferin.
Arizapana vertrat ihr Land bei den Olympischen Sommerspielen in London 2012 im Marathon. Dort belegte sie mit einer Zeit von 2:35:09 den 55. Platz. Ihre Bestleistung steht bei 2:34:11, aufgestellt 2012 in Rotterdam.
Arizapana ist verheiratet und hat drei Kinder.